# José Manuel Fortuny
José Manuel Fortuny Arana (Santa Rosa, 22 de marzo de 1916-Ciudad de México, 18 de marzo de 2005) fue un político guatemalteco, siendo un prominente líder comunista en su país y uno de los más importantes dirigentes comunistas de América Latina. Adquirió notoriedad por su amistad y cercanía con el presidente de Guatemala Jacobo Árbenz, derrocado tras un golpe militar encubierto y fraguado por la Agencia Central de Inteligencia (CIA) en junio de 1954. A consecuencia de estos hechos, partió forzosamente al exilio, al igual que un importante número de sus colaboradores.

## Biografía
Nació en el hogar de Juan Fortuny y de Raymunda Arana. Estudió Derecho en la Universidad de San Carlos de Guatemala, pero no se graduó. Antes de figurar en política, desempeñó los siguientes cargos: empleado de la firma norteamericana Sterling Co., empleado del departamento de publicidad de la Legación Británica, redactor y locutor de Diario del Aire.
A la caída de la dictadura de Jorge Ubico fue vicepresidente de la Asociación de Estudiantes El Derecho y poco tiempo después, el Frente Popular Libertador (FPL) le encargó la dirección de su órgano de difusión.  Formó parte de la Constituyente de 1945 y en la misma principió a perfilarse como uno de los representantes del sector popular.
En el gobierno de Arévalo tuvo participación destacada, pero fue hasta en el gobierno de Árbenz cuando alcanzó su máxima cuota de poder, al punto de que se le consideró siempre como el principal consejero del presidente y de su esposa, la señora María Cristina Vilanova.
Fue diputado desde 1949 hasta 1954.

### Gobierno de Árbenz

Cuando la campaña electoral de 1950, Árbenz le pidió a Fortuny que escribiera algunos discursos. El tema central de los mismos era la reforma agraria, el “proyecto preferido” de Árbenz. Compartieron la holgada victoria en los comicios de finales de 1950 y, de allí en adelante, las tareas de gobierno. Mientras buena parte de los dirigentes de la coalición oficialista se disputaban arduamente la cercanía con el presidente buscando beneficios personales, los líderes del comunista Partido Guatemalteco del Trabajo (PGT) y especialmente Fortuny figuraron en el gobierno de Arbenz como una de las figuras prominentes. Junto a Víctor Manuel Gutiérrez y Carlos Manuel Pellecer se convirtieron en los principales dirigentes del Partido Guatemalteco del Trabajo, PGT y conocidos como "Los Tres Manueles", eran sin duda alguna la columna vertebral del régimen en materia social, laboral y agraria. No hay dudas respecto del ascendiente que tenía Fortuny sobre Árbenz. Sin embargo, Fortuny también buscaba sobresalir; las muestras por exteriorizar su cercanía con el presidente resultan inocultables y sus memorias reflejan fielmente esa necesidad permanente de mostrarse como el personaje clave de muchos de los trascendentes hechos históricos de aquellos años.
Junto a Árbenz, Fortuny vivió los últimos momentos de los gobiernos de la revolución, redactando la famosa misiva de renuncia que el presidente grabara la tarde del 27 de junio de 1954.
A consecuencia de ello y al igual que un buen número de guatemaltecos, ambos debieron optar por salvar la vida asilándose en la Embajada de México. Partieron rumbo a ese país para comenzar sus respectivos exilios meses más tarde y las peripecias del destierro fueron sufridas por ambos.

## Exilio
Con la intervención militar de Estados Unidos en 1954 José Manuel Fortuny se refugió en la Embajada de México junto a los principales funcionarios del régimen y desde entonces salió al exilio del que no volvió sino recientemente cuando se presentó en Guatemala el libro «Fortuny: un comunista guatemalteco» que contiene sus memorias recopiladas por el escritor guatemalteco Marco Antonio Flores.
En medio de la Guerra Fría su condición lo convertía en un blanco de permanente vigilancia por parte de la CIA, quien se mantuvo al tanto de varias de sus actividades y viajes pese a la “clandestinidad” de los mismos. Es que, aún en el democrático Uruguay, el cerco no era sencillo y las fuentes permiten reconstruir un muy temprano operativo coordinado de tres servicios: la CIA y las policías secretas uruguaya y brasileña.
Tras salir de Uruguay, vivió durante algún tiempo en Brasil y en Cuba. En las conclusiones de sus memorias relata que nunca le sorprendió lo ocurrido en la Unión Soviética porque desde que fue a ese país la primera vez entendió que allí algo andaba mal.

## Muerte
Sus últimos años los pasó en la Ciudad de México, donde le aquejaron problemas prostáticos y en los últimos tiempos sufrió las dolencias cardiacas que al final le pusieron fin a una vida agitada, prolífica y en la que dedicó su entusiasmo a la causa en la que siempre creyó. Fortuny dejó de existir en la Ciudad de México a causa de una insuficiencia cardiaca y complicaciones de la próstata; tenía 89 años al momento de su muerte.